# Каган, Сара Рувимовна
Сара Рувимовна Каган (идиш שׂרה קאַהאַן‎‎ — Сорэ Кахан; 3 июля 1885, село Максимовичи, Минская губерния — 1941, Минское гетто) — белорусская еврейская поэтесса, прозаик. Писала на идише.

## Биография
Сара Каган родилась в селе Максимовичи Игуменского уезда Минской губернии (в настоящее время — село Старые Максимовичи Кличевского района Могилевской области) в семье служащего.
Работала в Бобруйске и заведовала городской библиотекой. В 1935 году по предложению партийной организации еврейской секции Союза писателей БССР (в которой она была единственной женщиной) вместе со всей семьёй переехала в Минск.
В Минске поступила на вечернее отделение филологического факультета педагогического института.
В литературу пришла после Октябрьской революции, первой публикацией стали стихи в газете «Октябэр». Основные публикации на идише состоялись в 1930-е годы: сборники стихов и рассказов «В пути», «Моей родине»>, «Наши люди», «Первая премия», роман «Скрипач». Благодаря Змитроку Бядуле произведения Каган были переведены на белорусский язык и опубликованы перед Великой Отечественной войной. Член редколлегии литературного журнала «Штерн» (Звезда).
После оккупации Белоруссии немецкими войсками в 1941 году, Сара Каган, её муж и младший сын оказались в Минском гетто, где в том же году погибли. Старший сын погиб под Ленинградом.
В 2005 году стихи и проза Сары Каган были опубликованы в сборнике «Скрыжалі памяці».

## Публикации
- Каган С. אין װעג (У дарозе) :  [идиш] : [вершы і паэмы] / С. Каган. — Мінск : Дзяржвыд Беларусі, 1934. — 43 с.
- Каган С. מײַן הײמלאַנד (Маёй Радзіме) :  [идиш] : [вершы і паэмы] / С. Каган. — Мінск : Дзяржвыд БССР, 1938. — 96 с.
- Каган С. Першая прэмія :  [идиш] : [вершы і паэмы] / С. Каган. — Мінск : Дзяржвы БССР, 1938. — 15 с.
- Каган С. Скрыпач :  [идиш] : [аповесць] / Сара Каган. — Мінск : Дзяржвыд БССР, 1941. — 174 с.
- Каган С. Апавяданні :  [белор.] / С. Каган ; пераклад з яўрэйскай мовы З. Бядулі. — Мінск : Дзяржвыд СНК, 1940. — 38 с. — (Масавая бібліятэка).